# Cane di paglia EP
Cane di paglia EP è il primo EP del gruppo musicale italiano OneMic, pubblicato l'8 novembre 2011 dalla Doner Music.

## Descrizione
In questo lavoro sono presenti cinque nuovi brani inediti del trio torinese con produzioni a cura di Big Fish, Rayden e Big Joe.
Il 14 dicembre 2011 esce il videoclip ufficiale dell'estratto Cane di paglia, in duetto con Lion D, attraverso il canale YouTube ufficiale del gruppo.

## Tracce
1. Cane di paglia (feat. Lion D) - 3:25
2. La sola risposta - 3:46
3. Luna Park - 3:02
4. Peggio di oggi - 3:28
5. Volantini e pubblicità - 3:56